# Bia Cavassa
Beatriz Rosalia Ribeiro Cavassa de Oliveira, (Corumbá, 14 de janeiro de 1969), mais conhecida como Bia Cavassa, é uma professora e política brasileira filiada ao Partido da Social Democracia Brasileira (PSDB).
Foi primeira-dama de Corumbá de 2005 a 2012 e por 11 meses em 2017. Em 2018, se candidatou a deputada federal por Mato Grosso do Sul, alcançando 17.834 votos (1,44% dos válidos), ficando como suplente.
Assumiu a vaga de Tereza Cristina, que assumiu o Ministério da Agricultura.